# Coleophora zygotaenia
Coleophora zygotaenia é uma espécie de mariposa do gênero Coleophora pertencente à família Coleophoridae.